# Rode dennenstamjager
De rode dennenstamjager (Choerades gilva) is een vlieg uit de familie van de roofvliegen (Asilidae). De wetenschappelijke naam van de soort werd als Asilus gilvus in 1758 gepubliceerd door Carl Linnaeus.
De vlieg is in Nederland zeer zeldzaam en komt voor op de Veluwe, de Utrechtse Heuvelrug en in Noord-Brabant.